# Luka (Fiume)
Luka (olaszul: Porto), Fiume városrésze Horvátországban, Tengermellék-Hegyvidék megyében.

## Fekvése
A tenger és az óváros között található, teljesen urbanizált városrész. Rijeka főutcája, a Korzo, valamint a város számos reprezentatív épülete Lukában található. A kerületben található Rijeka központi kompkikötője, ahonnan a Jadrolinija kompjai indulnak, többek között a horvát szigetcsoportokra. Luka északnyugaton a Brajda-Dolac, az északon Školjić-Stari grad, keleten pedig Centar-Sušak városrészekkel határos. Nyugaton és délen a tenger határolja.

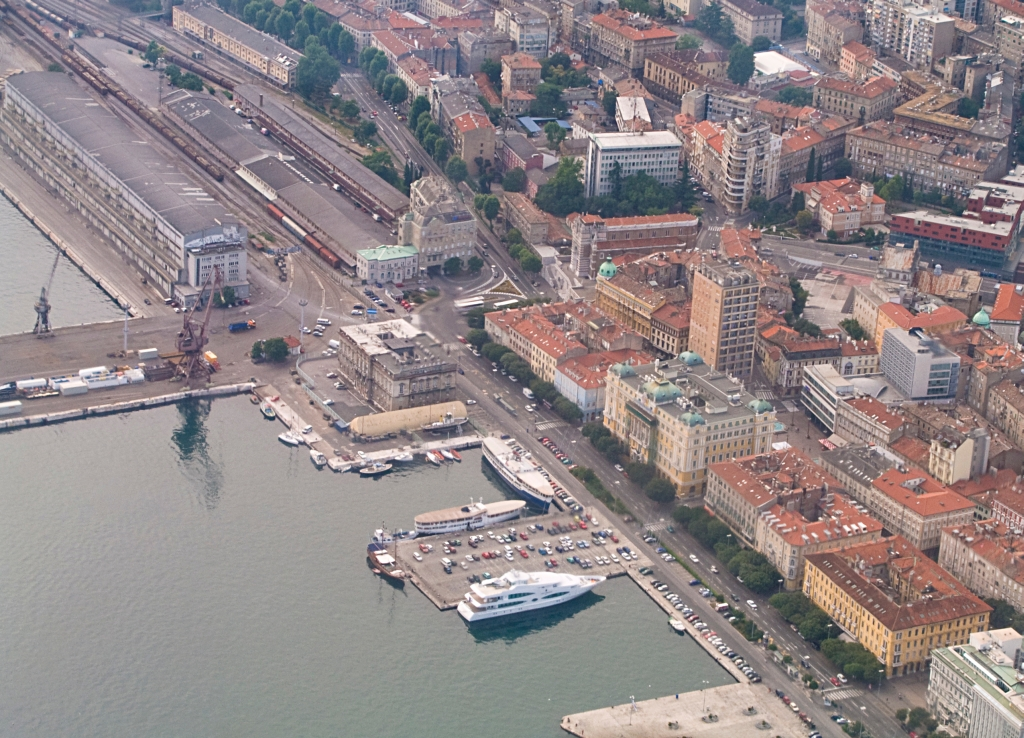
Luka látképe

## Története
A horvát Luka és az olasz Porto név is kikötőt jelent. A mai Lukát alkotó terület fokozatosan alakult ki a 18. század végén részben olyan területen, amelyet a tengertől hódítottak el. II. József császár jóváhagyásával a régi városfalakat, amelyek korábban körülvették az óvárost 1780-ban lebontották és a falak előtti árkokat feltöltötték. Itt alakították ki a város főutcáját, a Korzót. A várost övező árok és a tenger közötti földterületen a falak lebontásáig és az új épületek felépítéséig néhány halak és gabona tárolására szolgáló raktárépület állt. Ezen kívül egy kisebb hajógyár és fából épített rakpartok voltak itt. Fiume népességnövekedésével és gazdasági fejlődésével összefüggésben számos reprezentatív épület épült a környéken a 19. század végén és a 20. század elején.

## Nevezetességei
- Központi Postapalota
- Euroherc-székház (egykor Rinaldi-palota)
- Filodramatika kultúrpalota
- Korzó
- Modello-palota
- Molo longo
- Nemzeti színház
- Városi rádió épülete
- Városi zsinagóga
- Szent Miklós templom
- Várostorony
- Nagy vásárcsarnokok
- Török ház